# Krishna Patrika
Krishna Patrika is een Telugu-dagblad, dat uitkomt in de Indiase deelstaat Andhra Pradesh. 
Het blad werd gestart door de Krishna District Association en verscheen voor het eerst op 2 februari 1902. Het was toen een tweewekelijks verschijnend blad, niet veel later werd het een weekblad. In 1909 gaf de Krishna District Associaten de krant uit handen. Een van de journalisten uit die tijd was medoprichter Mutnuri Krishna Rao, die van 1907 tot zijn overlijden in 1945 hoofdredacteur (editor) van Krishna Patrika was.
Als weekblad speelde de krant, als zovele andere weekbladen (dagbladen waren er indertijd niet zoveel), een belangrijke rol in de strijd voor onafhankelijkheid. Het gaf de leiders en deelnemers informatie en was een inspiratiebron voor de lezers, zowel in de steden als het platteland waar de krant gedurende sommige perioden gratis naar scholen werd gestuurd en werd voorgelezen aan studenten en boeren. De krant speelde een rol in allerlei bewegingen, zoals de Quit India-beweging in de jaren veertig. De Britse overheerser vond de krant dan ook zeer gevaarlijk en het lezen ervan kon grote gevolgen hebben: je kon je bezittingen kwijtraken, stokslagen krijgen of zelfs in de gevangenis terechtkomen. 
Veel later maakte Piratla Venkateswarlu van de krant een dagelijks verschijnende broadsheet. De krant heeft zijn hoofdkantoor tegenwoordig in Vijayawada.